# 香川達夫
香川 達夫（かがわ たつお、1926年6月30日 - 2022年9月6日）は、日本の法学者。専門は刑法。学位は、法学博士（京都大学・1962年）（学位論文「中止未遂の法的性格」）。学習院大学名誉教授。神奈川県出身。

## 来歴
1950年、東京大学法学部卒業後、特別研究生として団藤重光に師事し、その後学習院大学法学部教授、同法学部長を務めた。1978年から1988年まで司法試験考査委員（刑法）等を歴任。
出世作は『中止未遂の法的性格』（1963年）。『結果的加重犯の本質』（1978年）では、通説に反して過失不要説を唱えた。また、通説に反し類推解釈を容認し、不真正不作為犯の処罰では正面から類推解釈を認めるべきだとする。

2022年9月6日午前2時11分、腎不全のため東京都大田区の病院で死去、96歳。

### 学歴
- 1950年 東京大学法学部卒業、東京大学大学院特別研究生

### 職歴
- 1952年 金沢大学講師
- 1953年 金沢大学教授
- 1962年 学習院大学教授

### 受賞・叙勲
- 2004年 瑞宝中綬章受章

## 著書
- 『中止未遂の法的性格』（有斐閣 1963年）
- 『刑事立法とその批判』（成文堂 1970年）
- 『結果的加重犯の本質』（慶應通信 1978年）
- 『刑法解釈学の現代的課題』（学習院 1979年）
- 『刑法解釈学の諸問題』（第一法規 1981年）
- 『刑法解釈学の基本問題』（立花書房 1982年）
- 『〔ゼミナール〕刑法の解釈』（日本評論社 1985年）
- 『共犯処罰の根拠』（成文堂 1988年）
- 『刑法解釈の理論』（有斐閣 1989年）
- 『強盗罪の再構成』（成文堂 1992年）
- 『刑法講義〔総論〕第3版』（成文堂 1995年）
- 『刑法講義〔各論〕第3版』（成文堂 1996年）
- 『ベーシック判例刑法』（システムファイブ 1996年）
- 『場所的適用範囲の法的性格』（学習院大学 1999年）
- 『老松　ある刑法学者の軌跡』（成文堂 2001年）
- 『危険犯』（学習院大学 2007年）
- 『かすみ草』（成文堂 2009年）